# Фикарацели-Бањи Италија (Палермо)
Фикарацели-Бањи Италија (итал. Ficarazzelli-Bagni Italia) је насеље у Италији у округу Палермо, региону Сицилија.
Према процени из 2011. у насељу је живело 757 становника. Насеље се налази на надморској висини од 28 м.